# Dirham

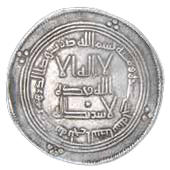
Stříbrný umajjovský dirham z roku 729

Dirham, diram či dirhem (درهم) je měnová jednotka různých arabských a berberských států, dříve také jednotka hmotnosti v Osmanské říši a v Persii.
Jméno je odvozeno z řeckého jména měnové jednotky „drachma“, která se používala v Byzanci a odtud se dostala mezi Araby. Na sklonku 7. století začaly své dirhamy vydávat i islámské státy, obvykle na nich bylo vyraženo jméno panovníka a text náboženského obsahu. Dirham byl obvyklou měnou ve Středozemí, hlavně v Al-Andalus, obchodem s Araby se v 10. a 12. století rozšířil i do jiných částí západní Evropy.
V současné době nesou toto jméno marocký dirham (MAD, dělí se na 100 centimů) a dirham Spojených arabských emirátů (AED, dělí se na 100 fils). Název je používán také pro setinu iráckého dínáru, katarského rijálu a tádžického somoni, tisícinu libyjského dináru a desetinu jordánského dináru (tj. 10 piastrů).
Dirham jako jednotka hmotnosti měl obvykle kolem tří gramů, v osmanské říši 3,207 g (a 400 dirhamů tvořilo jednu oku), v Egyptě asi 3,088 g.